# Jack the Ripper

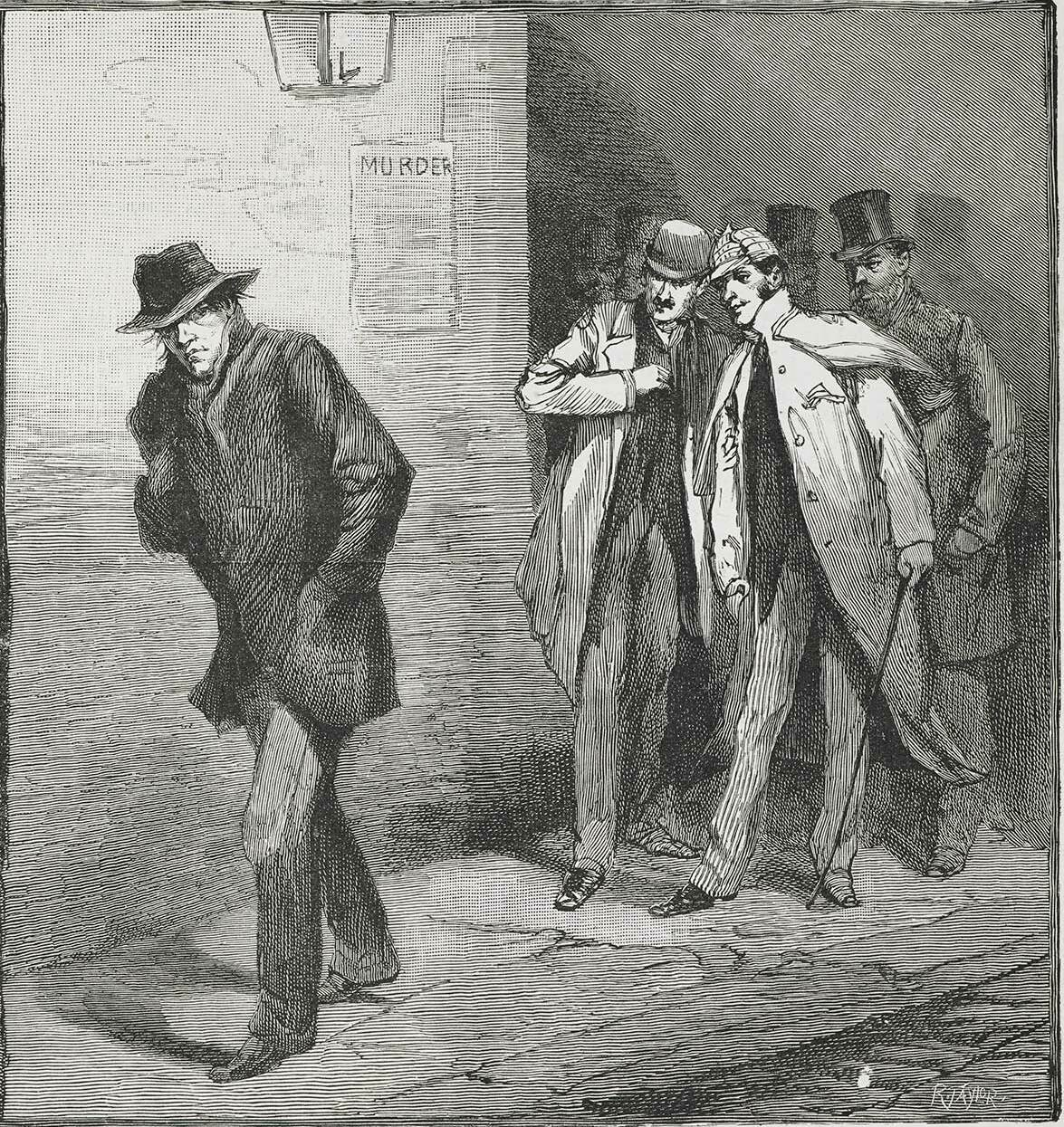
Mitglieder eines „Wachsamkeitskomittees“ beobachten einen Verdächtigen; bekannte künstlerische Darstellung aus der Illustrated London News vom 13. Oktober 1888. Das Bild trägt den Titel „A Suspicious Character“ und ist Teil der Gesamtreihe „With the Vigilance Committee in the East End“.

Jack the Ripper (dt. Jack der Aufschlitzer) ist das Pseudonym eines Serienmörders, dem die Morde an mindestens fünf Frauen im Herbst des Jahres 1888 im Londoner East End zugerechnet werden. Der Mörder wurde nie gefasst, seine mögliche Identität ist auch noch heute Anlass für Spekulationen. So werden von Kriminologen, Historikern und Laien zahlreiche Personen verdächtigt. Die Ereignisse um Jack the Ripper entwickelten sich zu einem Durcheinander von naturwissenschaftlicher und historischer Forschung, Verschwörungstheorien und volkstümlichen Erzählungen. Die zur Zeit der Morde besonders auflagenstarken Zeitungen aus aller Welt widmeten dem mutmaßlichen Täter, den Morden sowie den Ermittlungen und den Fehlschlägen der Polizei fortlaufend ausgedehnte Reportagen.

## Name
Der Name Jack the Ripper entstammt dem sogenannten Dear-Boss-Brief, der am 27. September 1888 der Central News Agency in London zugestellt wurde, dessen Echtheit jedoch umstritten ist. Der Verfasser des Briefes gab sich als der Mörder aus. Vielfach wurde behauptet, dass der Name Jack the Ripper durch die Zeitungen in die Welt gesetzt wurde. Neben diesem wohl bekanntesten Namen wurde der mutmaßliche Serienmörder auch Leather Apron (Lederschürze) und The Whitechapel Murderer (Mörder von Whitechapel) genannt.

## Hintergründe
In England kam es Mitte des 19. Jahrhunderts durch Einwanderung und eine hohe Geburtenrate zu einem explosionsartigen Bevölkerungswachstum. In London führte das zu Umweltproblemen wie dem Großen Gestank im Jahre 1858. Während um 1850 viele Iren aufgrund der Großen Hungersnot in Irland nach England flüchteten, kamen ab 1882 große Mengen Zuwanderer aus Osteuropa und Russland, die sich aufgrund der in ihrer Heimat stattfindenden Judenpogrome in derselben Londoner Gegend ansiedelten, dem Londoner East End. Das Gebiet um den Hafen, vor allem das heutige London Borough of Tower Hamlets, war völlig überbevölkert. Arbeitsplätze und Wohnmöglichkeiten waren rar. Viele Frauen verdienten sich ihren Lebensunterhalt durch Gelegenheitsprostitution. Das Leben spielte sich auf der Straße, in Pubs und in Armenunterkünften ab, sogenannten Common Lodging-Houses. Armut, Alkohol und Diebstahl gehörten zum Alltag. Im Oktober 1888 vermutete der Metropolitan Police Service alleine in Whitechapel etwa 1.200 Prostituierte und 62 Bordelle.

## Whitechapel-Morde

### Allgemeines

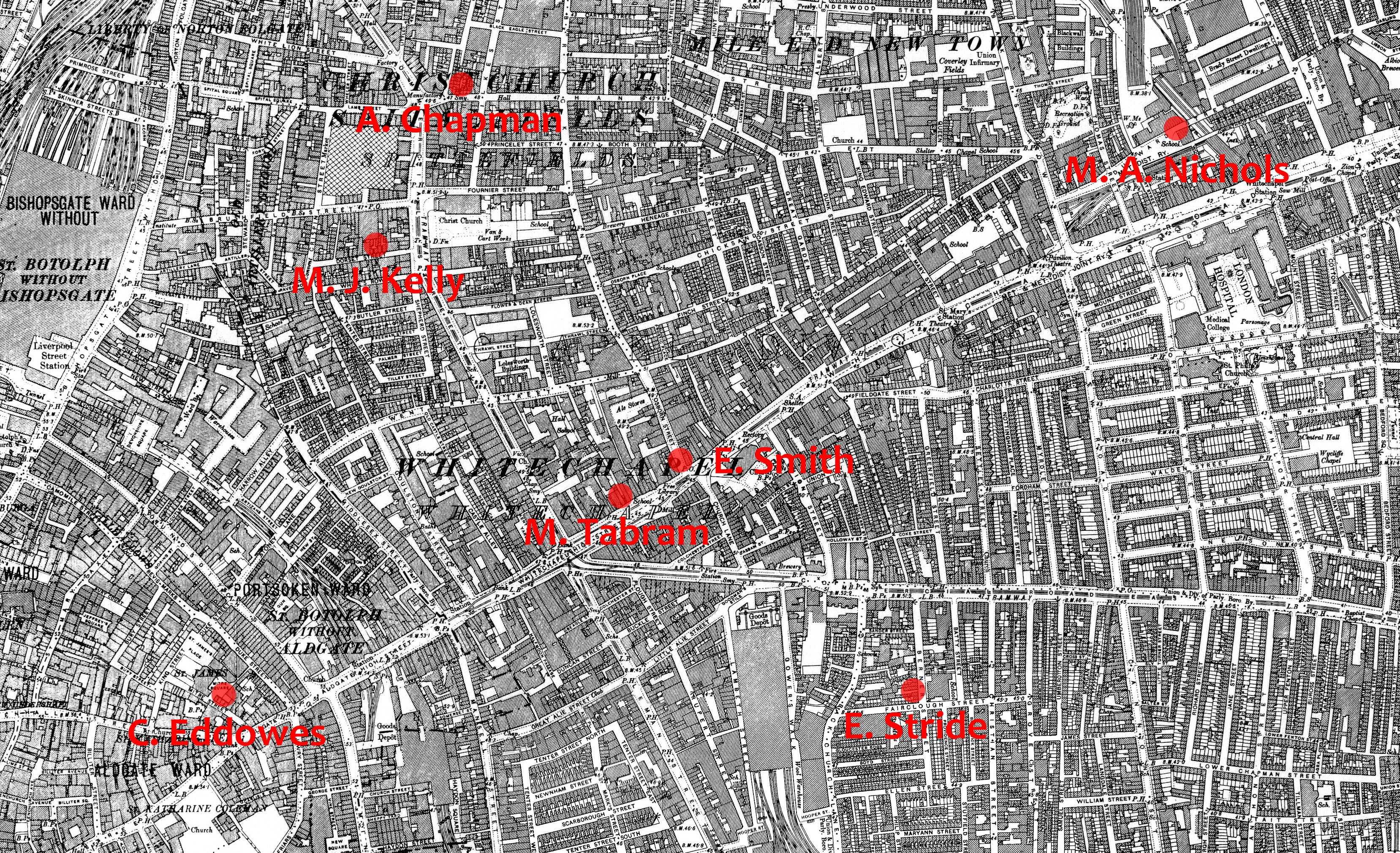
Tatorte der ersten sieben Whitechapel-Morde

Die Whitechapel-Morde bezeichnen eine Reihe von elf Morden, die sich zwischen dem 3. April 1888 und 13. Februar 1891 in Whitechapel und den angrenzenden Stadtteilen Poplar, Spitalfields sowie der City of London ereignet haben. Trotz alltäglicher Kriminalität in Whitechapel, insbesondere gegenüber Frauen, sorgten die Taten vor allem aufgrund ihrer Grausamkeit für Aufsehen. Bei den Opfern handelte es sich um Frauen aus ärmlichsten Verhältnissen, die in den meisten – womöglich allen – Fällen von (Gelegenheits-)Prostitution und kleineren Arbeiten lebten. Die Morde an fünf der Frauen, die heute als „Kanonische Fünf“ bekannt sind, wurden von den damaligen Verantwortlichen und werden von heutigen Experten überwiegend als Tat einer einzelnen Person betrachtet. Ob die restlichen sechs Personen ebenfalls Opfer dieses Mörders wurden oder aber ein oder mehrere weitere Täter an den Morden beteiligt waren, ist umstritten.

### Frühe Morde
Am Morgen des 3. April 1888 kehrte Emma Elizabeth Smith schwer verletzt zu ihrer Herberge in der George Street zurück, wo sie von zwei Bekannten in das London Hospital gebracht wurde. Smith war in der Osborn Street, Whitechapel, beraubt und vergewaltigt worden, laut eigener Aussage von zwei oder drei Männern, einer davon jüngeren Alters. Sie trug Verletzungen an Ohr und Gesicht davon, außerdem war ein stumpfer Gegenstand in ihre Vagina gestoßen worden, durch den auch ihr Perineum gerissen war. Am darauffolgenden Morgen starb sie an den Folgen ihrer Verletzungen.
Die Prostituierte Martha Tabram wurde am Morgen des 7. August 1888 an einem Treppeneingang in George Yard mit 39 Stichen ermordet aufgefunden. Die Stiche befanden sich hauptsächlich im Bereich des Rumpfes, mit einem Fokus auf die Brüste, Bauch und Unterleib. Die Haltung und der freigelegte Unterleib des Opfers deuteten auf sexuelle Handlungen, diese konnten aber durch den untersuchenden Arzt nicht bestätigt werden. Wegen der zeitlichen Nähe zu den Morden an den „Kanonischen Fünf“ und der Brutalität dieser Tat wird Tabram häufig zu den Opfern von Jack the Ripper gezählt.

### SogenannteKanonische Fünf
Als die Kanonischen Fünf werden die Opfer der Whitechapel-Morde bezeichnet, die zwischen dem 31. August und dem 9. November 1888 geschahen. Ein überwiegender Anteil der Experten und damaligen Verantwortlichen geht davon aus, dass diese von derselben Person begangen wurden.
Am 31. August 1888 wurde gegen 3:40 Uhr die Prostituierte Mary Ann Nichols in der Buck’s Row (heute: Durward Street) in Whitechapel tot aufgefunden. Ihre Kehle wurde durchschnitten. In der Leistengegend waren Schnitte angesetzt, um den Unterleib zu öffnen und ihre Gedärme freizulegen.
Die Leiche der Prostituierten Annie Chapman wurde am 8. September 1888 auf dem Hinterhof von 29 Hanbury Street, Spitalfields, entdeckt. Ihre Kehle wurde mit zwei Schnitten durchtrennt. Der Unterleib wurde vollständig geöffnet und ausgeweidet. Die Gedärme waren über die rechte Schulter gelegt. Später stellte sich heraus, dass ein Teil der Bauchdecke sowie die komplette Gebärmutter fehlten.
Die Prostituierte Elizabeth Stride wurde am 30. September 1888 in der Nacht des sogenannten Double-Event (deutsch „Doppelereignis“) ermordet. Ihr Leichnam wurde um 1:00 Uhr im Dutfield’s Yard in der Berner Street (heute: Henriques Street) in Whitechapel gefunden. Im Gegensatz zu Mary Ann Nichols und Annie Chapman wurde Stride mit Ausnahme der Durchtrennung der Kehle nicht weiter verstümmelt. Einige Quellen gehen davon aus, dass Stride aufgrund der fehlenden Öffnung des Unterleibs nicht zu den Opfern von Jack the Ripper gehört. Allerdings stimmen sowohl Zeit und Ort als auch die Merkmale des Opfers mit den anderen Morden überein. Quellen, die davon ausgehen, dass Jack the Ripper der Mörder war, sind der Ansicht, dass der Täter durch die Ankunft des Kellners einer angrenzenden Gaststätte mit einem Fuhrkarren bei seiner Tat gestört wurde.
Nur 44 Minuten später wurde am etwa einen Kilometer entfernten Mitre Square, City of London, der Körper von Catherine Eddowes gefunden. Ihr Leichnam war ähnlich verstümmelt wie der von Annie Chapman. Aus dem geöffneten Unterleib fehlten die halbe Gebärmutter sowie die linke Niere. Darüber hinaus war neben der durchschnittenen Kehle auch das Gesicht verstümmelt. Danach flüchtete der Ripper vermutlich wieder nach Whitechapel, denn in der Goulston Street wurde später ein Teil der Schürze von Eddowes gefunden. Geht man davon aus, dass beide von einer Person getötet wurden, so dürfte der Mörder an Catharine Eddowes das vollendet haben, was er bei Elizabeth Stride aufgrund der Störung nicht durchführen konnte.
Am 9. November 1888 um 10:45 wurde die Leiche der Prostituierten Mary Jane Kelly in ihrem Zimmer in Nr. 13 Miller’s Court in der Dorset Street entdeckt. Wie bei allen der „Kanonischen Fünf“ war die Kehle durchschnitten. Das Gesicht war stark verstümmelt, Brustkorb und Unterleib waren aufgeschnitten. Viele innere Organe waren entfernt worden und lagen verstreut im Raum. An verschiedenen Stellen des Körpers wurde das Muskelfleisch entfernt. Das Herz fehlte und wurde entweder vom Täter mitgenommen oder vor Ort im Ofen verbrannt. Der Mord an Mary Jane Kelly unterscheidet sich von den anderen Opfern insofern, als Kelly wesentlich jünger war und sie nicht in der Öffentlichkeit, sondern in ihrer privaten Unterkunft ermordet wurde. Aus diesem Grund sind einige Experten der Auffassung, Mary Jane Kelly sei nicht von Jack the Ripper getötet worden. Die Mehrheit der Forscher hingegen sieht sie durchaus als das Opfer Jack the Rippers. Zeit und soziale Schicht passen ins Bild. Auch die Tatsache, dass die Verstümmelungen von Mord zu Mord schlimmer wurden, spricht dafür. Wegen der umfassenden Berichterstattung und der Ermittlungen durch Polizei und „Wachsamkeitskomittees“ könnte sich der Mörder deshalb dazu genötigt gefühlt haben, Vorsicht walten zu lassen und Mary Jane Kelly in einem geschützten Raum, außerhalb der Öffentlichkeit, zu ermorden.

### Spätere Morde
Mary Jane Kelly gilt gemeinhin als das letzte Opfer von Jack the Ripper. Das plötzliche Ende der Mordserie wird damit erklärt, dass der Mörder gestorben sei, aus anderen Gründen inhaftiert, in eine psychiatrische Anstalt eingewiesen wurde oder das Land verlassen habe. Einige wenige Forscher sehen aber auch die letzten vier der Whitechapel-Morde als Taten des Rippers.
Am 20. Dezember 1888 wurde die Leiche der erdrosselten Prostituierten Rose Mylett in einem Hinterhof in der High Street, Poplar, gefunden. Da keine Kampfspuren zu finden waren, ging die Polizei zunächst davon aus, dass sie sich ihre tödlichen Verletzungen in Trunkenheit selbst zufügte oder Selbsttötung beging. Nach der Untersuchung war man jedoch davon überzeugt, dass es sich um einen Mord handelte.
Alice McKenzie, auch bekannt als Clay Pipe Alice (dt. „Tonpfeifen-Alice“) oder Alice Bryant, wurde am 17. Juli 1889 getötet. Todesursache war die Durchtrennung der Halsschlagader. Außerdem fanden sich Stichwunden in der Bauchdecke.
Der sogenannte Pinchin-Street-Torso wurde am 10. September 1889 in der Pinchin Street, Whitechapel, unter einer Eisenbahnbrücke entdeckt. Weitere Körperteile wurden nicht gefunden. Die Identität des Opfers ist unbekannt, das Alter wurde auf 30 bis 40 Jahre geschätzt. Über die Todesursache gibt es widersprüchliche Vermutungen. Die Polizei ging wegen des Blutes, das im Körper verblieben war, nicht davon aus, dass die Todesursache ein Ausbluten oder ein Kehlenschnitt war. Die Gerichtsmediziner hingegen sprachen aufgrund des Fehlens von Blut im Fettgewebe und den Blutgefäßen vom Ausbluten als Todesursache. Bereits im Oktober 1888 wurde im Regierungsviertel Whitehall ein ähnlich verstümmelter Torso gefunden. Der Pinchin-Street-Torso unterscheidet sich wegen des völlig abweichenden Modus Operandi von den anderen Whitechapel-Morden.
Am 13. Februar 1891 wurde unter einer Bahnüberführung in Whitechapel eine Frauenleiche gefunden, die später als die Prostituierte Frances Coles identifiziert wurde. Außer der durchtrennten Kehle wurden keine weiteren schwerwiegenden Verletzungen gefunden. In Zusammenhang mit diesem Mord wurde kurze Zeit später James Thomas Sadler, der kurz vor dem Mord zusammen mit Frances Coles gesehen wurde, verhaftet und verhört. Er wurde für eine Weile verdächtigt, Jack the Ripper zu sein, wurde allerdings am 3. März 1891 aus Mangel an Beweisen wieder entlassen.

### Weitere Morde und gewalttätige Übergriffe
In Einzelfällen werden auch Morde und Übergriffe Jack the Ripper zugeordnet, die nicht zu den Whitechapel-Morden gezählt werden, da sie teilweise zu anderen Zeiten und Orten, mitunter auch außerhalb der Stadt London verübt wurden oder andere Tatumstände aufweisen.
Fairy Fay (dt. „Märchenfee“) ist das Pseudonym einer mutmaßlichen Leiche, die am 26. Dezember 1887 in Whitechapel gefunden worden sein soll und der angeblich ein Pflock in den Unterleib gerammt wurde. Allerdings wurden keine Leichenfunde oder Morde im Zeitraum um den zweiten Weihnachtsfeiertag jenes Jahres aufgezeichnet, daher wird von den meisten Experten bezweifelt, dass Fairy Fay überhaupt existierte.
Annie Millwood wurde ca. 1850 geboren. Berichten nach ist sie ein Opfer eines Angriffs am 25. Februar 1888, weshalb sie wegen „zahlreicher Stiche in die Beine und unteren Teil des Körpers“ in ein Krankenhaus eingeliefert wurde. Sie wurde aus dem Krankenhaus entlassen, starb aber am 31. März 1888 eines natürlichen Todes. Wegen des engen zeitlichen Zusammenhangs ihrer Verletzungen und ihres Todes ist aber angesichts der damaligen medizinischen Möglichkeiten davon auszugehen, dass sie den Folgen ihrer Verletzungen erlegen ist.
Ada Wilson war Berichten nach ein Opfer eines Angriffs am 28. März 1888, bei dem sie zwei Stiche in den Hals davontrug. Sie überlebte den Angriff.

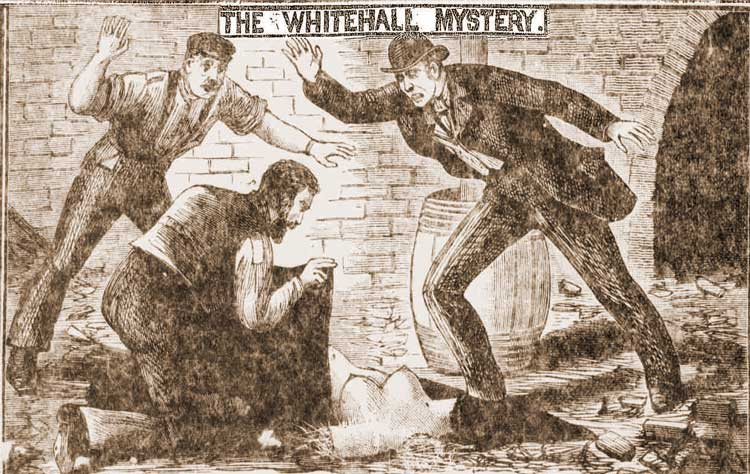
Das Whitehall Mystery, Zeichnung in der Illustrated Police News, Oktober 1888

Am 2. Oktober 1888 wurde im Regierungsviertel Whitehall im Keller der Zentrale von Scotland Yard der Torso einer Frau gefunden. Ein zum Körper gehörendes Bein war in der Nähe des Torsos begraben worden, außerdem wurde ein Arm des Körpers im Stadtteil Pimlico aus der Themse gezogen. Weitere Gliedmaßen sowie der Kopf wurden nie gefunden und die Identität der Leiche nicht geklärt. Der als Whitehall Mystery bekannte Körper weist Ähnlichkeiten zum Pinchin-Street-Torso auf, der ein Jahr später in Whitechapel gefunden wurde. Mehrheitlich geht man davon aus, dass es sich hierbei um einen weiteren Täter handelt, der zeitgleich mit Jack the Ripper mordete, dieser wird in der Literatur auch als Torso Killer bezeichnet.
In Bradford, Grafschaft West Yorkshire, wurde am 29. Dezember 1888 die Leiche des siebenjährigen John Gill gefunden. Seine Beine waren gebrochen und sein Unterleib eröffnet, die Gedärme waren freigelegt. Außerdem fehlte der Leiche ein Ohr und das Herz. Die Verletzungen des Jungens wiesen somit große Ähnlichkeiten mit den Verletzungen Mary Jane Kellys auf, was zu der Vermutung führte, dass Jack the Ripper John Gill getötet haben könnte. Eine Person aus dem Umfeld des Jungen wurde verdächtigt und verhört, aber mangels Beweisen aus der Haft entlassen. Das Verbrechen wurde nie aufgeklärt.
Carrie Brown hieß mit Spitznamen Old Shakespeare. Angeblich hatte sie die Gewohnheit, im betrunkenen Zustand Shakespeares Sonette zu rezitieren. Sie wurde ca. 1835 geboren und wurde am 24. April 1891 in Manhattan, New York City, getötet. Carrie Brown wurde mit Kleidung stranguliert und anschließend mit einem Messer verstümmelt. Ihr Körper wurde mit einem großen Riss in der Leistengegend und oberflächlichen Schnitten an ihren Beinen und auf ihrem Rücken gefunden. Auf ihrem Bett wurde ein Eierstock gefunden. Es wurden jedoch keine Organe mitgenommen. Ob der Eierstock gezielt entfernt wurde oder aus dem aufgerissenen Körper herausfiel, ist unbekannt. Als in dieser Zeit der Mord mit den Geschehnissen in Whitechapel verglichen wurde, schloss die Londoner Polizei jede Verbindung aus.

## Ermittlungen

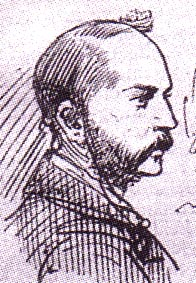
Inspektor Frederick Abberline

In der Zeit der Morde des Rippers waren die Ermittlungstechniken und Erkenntnisse auf einem erheblich geringeren Stand als heute. Viele forensische Techniken waren zu dieser Zeit unbekannt oder standen nicht zur Verfügung. Das Konzept und die Beweggründe von Serienmördern waren nur wenig ergründet und bekannt. Die Polizei ging damals von sexuellen Beweggründen des Mörders aus und war zudem mit dieser Art von Verbrechen nicht vertraut. Aufgrund der erhaltenen Ermittlungsakten ist gut nachvollziehbar, wie die Polizei zu dieser Zeit arbeitete. Im Falle der Whitechapel-Morde suchte die Polizei in großen Gruppen die den Tatorten umliegenden Häuser auf und befragte über 2000 Personen, über 300 von diesen wurden mit den Morden in Verbindung gebracht und 80 verhaftet.
Zunächst trug das Polizeirevier in Whitechapel die Verantwortung für die Ermittlungen. Nach dem Mord an Mary Ann Nichols wurden Inspektoren aus der Zentrale des Metropolitan Police Service entsandt, unter ihnen Frederick Abberline. Da Scotland Yard keine Machtbefugnisse in der City of London besaß, wurden nach dem Auffinden der Leiche von Catharine Eddowes Beamte der City of London Police hinzugezogen. Schließlich ernannte Polizeichef Charles Warren Donald Swanson zum Leiter der Ermittlungen, weil sich der Leiter der Abteilung für Verbrechensaufklärung, Robert Anderson, zu der Zeit im Ausland befand.
Nachdem Teile der Bevölkerung des East End mit der polizeilichen Arbeit unzufrieden waren, gründeten diese unter der Leitung von George Lusk die Bürgerpolizei Whitechapel Vigilance Committee. Dieses ging selbsttätig auf Patrouille und stellte Privatermittler ein, um verdächtige Personen zu observieren, außerdem reichten sie mehrfach Petitionen bei der Regierung ein, um Informationen über die polizeilichen Ermittlungen zu erhalten.
Die Polizei richtete ihr Augenmerk zunächst auf das Verhör und die Überprüfung der Alibis von Schlachtern, Chirurgen und Ärzten, die sie aufgrund des Vorgehens des Mörders zuerst verdächtigten.

### Goulston-Street-Graffito

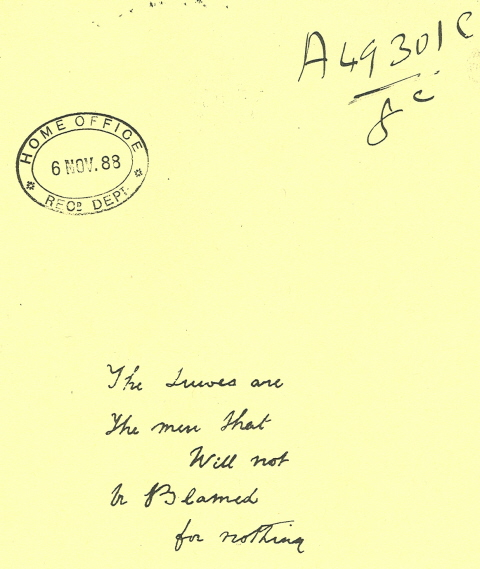
Eingabe des Goulston-Street-Graffito beim Innenministerium durch Charles Warren

Nach den als Doppel-Ereignis bekannten Morden an Elizabeth Stride und Catharine Eddowes in der Nacht des 30. September 1888 fand Constable Alfred Long in einem Treppenhaus des Gebäudes 108-119 Goulston Street, die etwa 500 Meter von Mitre Square bzw. 800 Meter von der Berner Street entfernt liegt, ein blutverschmiertes Stück einer Schürze. Später fand man heraus, dass dieses Stück zu der Schürze gehörte, die Catharine Eddowes in der Tatnacht getragen hatte. An der Wand über dem Teil der Schürze war mit weißer Kreide ein Graffito angebracht worden.
Nach Aussage von Constable Long lautete der Text „The Juwes are the men that will not be blamed for nothing“ (deutsch „Die Juden sind die Menschen, die nicht grundlos beschuldigt werden.“).  Constable Daniel Halse von der City of London Police, der später am Fundort dazu kam, will hingegen gelesen haben: „The Juwes are not the men that will be blamed for nothing“ (deutsch „Die Juden sind nicht die Menschen, die grundlos beschuldigt werden.“). Eine dritte Aussage stammt von Stadtvermesser William Foster, der angab, dass der Text „The Juws are not the men to be blamed for nothing.“ (deutsch „Die Juden sind nicht die Menschen, die grundlos beschuldigt sind.“) lautete. Für die Ermittlungen maßgeblich war die Version von Alfred Long, die von Polizeichef Charles Warren an das Innenministerium weitergegeben wurde.
Nach dem Mord an Mary Ann Nichols verdichteten sich im East End schnell Gerüchte, dass die Morde von einem Juden, der Leather Apron (deutsch Lederschürze) genannt wurde, verübt worden sein sollen, was antisemitische Kundgebungen nach sich zog. Superintendent Thomas Arnold ordnete daher mit Erlaubnis von Charles Warren an, das Graffito auf der Stelle zu entfernen, um mögliche Aufstände zu verhindern. Es war daher nicht mehr möglich, das Graffito fotografisch festzuhalten. In seinem Bericht vom 9. November 1888 schreibt Arnold:

“I beg to report that on the morning of the 30th Sept. last, my attention was called to some writing on the wall of the entrance to some dwellings at No. 108 Goulston Street, Whitechapel which consisted of the following words: „The Juwes are [not] the men that will not be blamed for nothing“, and knowing in consequence of suspicion having fallen upon a Jew named ‚John Pizer‘ alias ‚Leather Apron‘ having committed a murder in Hanbury Street a short time previously, a strong feeling existed against the Jews generally, and as the Building upon which the writing was found was situated in the midst of a locality inhabited principally by that Sect, I was apprehensive that if the writing were left it would be the means of causing a riot and therefore considered it desirable that it should be removed having in view the fact that it was in such a position that it would have been rubbed by persons passing in & out of the Building.”

„Ich bitte darum berichten zu dürfen, dass am Morgen des 30. September, dem Letzten, meine Aufmerksamkeit auf eine Aufschrift an der Wand des Eingangs zu Behausungen in der Goulston Street 108, Whitechapel gerichtet wurde, welche aus folgenden Worten bestand: „Die Juden sind [nicht] die Menschen, die nicht grundlos beschuldigt werden“. Ich wusste, dass aufgrund der Verdächtigung eines Juden namens ‚John Pizer‘, genannt ‚Leather Apron‘, der beschuldigt wurde, den kürzlich in der Hanbury Street verübten Mord begangen zu haben, ein starkes Gefühl gegen die Juden im Allgemeinen aufkam. Da das Gebäude, auf dem sich die Aufschrift befand, sich mitten in der Lokalität befand, die hauptsächlich von dieser Sekte bewohnt wird, war ich besorgt darüber, dass wenn die Aufschrift verbleibt, diese für einen Aufstand verantwortlich sein könnte, daher habe ich erwogen, dass es wünschenswert sei, sie aufgrund der Tatsache, dass sie sich an einer Stelle befand, die gut von den Menschen, die hinein- und hinausgehen einsehbar war, zu entfernen.“

Ob das Graffito in einer Verbindung zu den Morden steht oder sich zufällig dort befand, war und ist umstritten. Während der Leiter der Polizeiwache in Whitechapel, Walter Dew, davon überzeugt war, dass die Aufschrift für die Ermittlungen irrelevant sei, so sahen sie Robert Anderson und Charles Warren als Werke des Mörders. Der Historiker Philip Sugden sieht drei Möglichkeiten:
1. Das Graffito ist nicht Werk des Mörders, er ließ das Teil der Schürze zufällig an dieser Stelle liegen.
2. Das Graffito stammt vom Mörder, der Jude ist und sich selber und alle Juden als Schuldige darstellt.
3. Das Graffito stammt vom Mörder und dieser will damit den Verdacht auf die Juden lenken und die Polizei auf eine falsche Fährte führen.[63]

Der Autor Martin Fido sieht in der Aufschrift eine Doppelte Verneinung und liest das Graffito als „Die Juden übernehmen für nichts Verantwortung“ und schließt daraus, dass der Text von einer Person geschrieben wurde, die sich von einem jüdischen Händler in der Gegend betrogen gefühlt haben könnte.
Stephen Knight, Journalist und Autor, behauptet, dass Juwes nicht mit Juden in Verbindung stehe, sondern sich auf die aus einer freimaurerischen Allegorie stammenden Mörder von Hiram Abif namens Jubela, Jubelo und Jubelum beziehe und dass der Mörder, der auch das Graffito anbrachte, im Auftrag der Freimaurer gehandelt habe. Allerdings gibt es keinerlei Belege dafür, dass der Begriff Juwes außer bei Knight je in Verbindung mit den freimaurerischen Sagengestalten gebracht wurde. Dennoch wurde diese Hypothese in verschiedenen fiktiven Bearbeitungen, wie der Graphic Novel From Hell verwendet.
Eine weitere Interpretation des Textes wurde am 1. Dezember 1888 in der Pall Mall Gazette veröffentlicht. Der Journalist Robert D'Onston Stephenson schloss aus dem Satzbau, der falschen Schreibung des Begriffes Jews sowie der zweifachen Verwendung eines bestimmten Artikels darauf, dass es sich um einen Franzosen gehandelt haben könnte. Seiner Ansicht nach ähnele Juwes dem französischen juives. Stephenson schloss frankophone Belgier und Schweizer aus, da ihm zufolge deren Eigenart eine solche Tat unmöglich machten, während in Frankreich Morde an Prostituierten schon längere Zeit praktiziert würden.
Schließlich behauptete der Ermittler und Autor Travor Marriott, dass das Stück der Schürze nicht zwangsläufig vom Mörder hinterlassen wurde, auch Catharine Eddowes selbst könne es sich von der Schürze abgerissen, als Hygienetuch benutzt und es an der Fundstelle weggeworfen haben. Diese Vermutung wird allerdings von der Mehrheit der Forscher und Experten für unglaubhaft gehalten.

### Täterprofil
Robert Anderson, Leiter der Abteilung für Verbrechensaufklärung bei Scotland Yard, machte sich Ende Oktober 1888 Gedanken darüber, ob der Mörder anatomische und chirurgische Fähigkeiten gehabt haben müsse, um Organe freilegen und entnehmen zu können. Darum befragte er dazu den Chirurgen Thomas Bond, der schließlich das erste bekannte Täterprofil des Mörders an den Kanonischen Fünf anfertigte. Das von Bond erstellte Profil gründet auf seiner Untersuchung der Leiche von Mary Jane Kelly sowie den Fallakten der anderen vier Opfer.

“All five murders no doubt were committed by the same hand. In the first four the throats appear to have been cut from left to right, in the last case owing to the extensive mutilation it is impossible to say in what direction the fatal cut was made, but arterial blood was found on the wall in splashes close to where the woman’s head must have been lying. All the circumstances surrounding the murders lead me to form the opinion that the women must have been lying down when murdered and in every case the throat was first cut.”

„Alle fünf Morde wurden ohne Zweifel von derselben Person begangen. In den ersten vier Fällen schienen die Kehlen von links nach rechts durchschnitten worden zu sein. Im letzten Fall ist es wegen der tiefgreifenden Verstümmelungen unmöglich, eine Aussage darüber zu treffen, in welche Richtung der tödliche Schnitt geführt wurde, aber es wurden an der Wand arterielle Blutspritzer gefunden, die sich in der Nähe der Stelle befanden, an der der Kopf der Frau gelegen haben muss.
Alle Umstände rund um die Morde haben mich dazu veranlasst, mir die Meinung zu bilden, dass die Frauen unten gelegen haben müssen, als sie ermordet wurden, und dass in jedem Fall die Kehle zuerst durchgeschnitten wurde.“

Bond geht weiter davon aus, dass der Mörder nicht notwendigerweise Kenntnisse in Anatomie und Chirurgie noch Kenntnisse eines Schlachters gehabt haben müsse. Vielmehr sei der Täter ein Einzelgänger gewesen mit „zeitweisen Ausbrüchen von zerstörerischem und sexuellem Wahn“. Aufgrund der Art der Verstümmelungen sei von einem abnormen Sexualtrieb auszugehen. Weiter sei laut Bond davon auszugehen, dass sich „der zerstörerische Antrieb“ aus einem „rachsüchtigen oder grüblerischen Geisteszustand“ entwickelt habe. Alternativ sei ebenso ein religiöser Wahn als Auslöser denkbar.
Dass ein sexueller Kontakt des Mörders mit den Opfern stattgefunden hat, kann nicht nachgewiesen werden. Allerdings gehen einige Psychologen davon aus, dass das Erstechen der Opfer und das Zurschaustellen der verstümmelten Leichen in sexuell erniedrigenden Posen dem Täter ein sexuelles Vergnügen bereitet haben könnte. Andere hingegen halten derartige Hypothesen für unhaltbare Spekulation.
Der Profiler John E. Douglas sieht als Jack the Ripper eine Person im Alter von 30 bis 40 Jahren mit irrational asozialem oder launischem Auftreten, der in der Umgebung der Tatorte gelebt haben müsse.
Tatsächlich weiß man über den Täter nur wenig. Es wurde vielfach angenommen, dass er über ein detailliertes Wissen bezüglich der Anatomie des menschlichen Körpers verfügte. Bei genauerer Betrachtung seiner Taten war dies jedoch keine notwendige Voraussetzung. Wiederholt wurde der Ripper als Jude oder Ausländer bezeichnet. Aufgrund der Tatsache, dass die Stadtteile, in denen die Morde verübt wurden, von einer großen Anzahl von Einwanderern und Menschen jüdischen Glaubens bewohnt wurden, ist dies zwar eine Möglichkeit, viel eher aber darf bei diesbezüglichen Verdächtigungen von Vorurteilen ausgegangen werden, da starke judenfeindliche und rassistische Tendenzen in der Bevölkerung vorhanden waren (siehe Das Goulston-Street-Graffito). So schrieb Christian Heermann in seinem Buch „Der Würger von Notting Hill – Große Londoner Kriminalfälle“:

„Ein Engländer als Täter? Völlig unmöglich! Man hatte ja die Auswahl – entweder polnischer Jude oder vielleicht Russe, wenn man schon nicht irgendeinen Farbigen als Ripper präsentieren konnte. Alle Verlautbarungen waren haargenau auf die puritanische Gesellschaft zugeschnitten und dienten gleichzeitig dem besseren Verständnis der großen Politik, in der Rassefragen eine bedeutende Rolle spielten.“

Auf der Basis von zeitgenössischen Zeugenaussagen entwarfen Experten der Metropolitan Police 2006 ein Phantombild Jack the Rippers sowie eine Personenbeschreibung. Demnach war er etwa 25–35 Jahre alt, trug einen Schnurrbart und hatte einen relativ hohen Haaransatz. Er wäre demnach etwa 1,65–1,70 m groß gewesen.

### Tatverdächtige

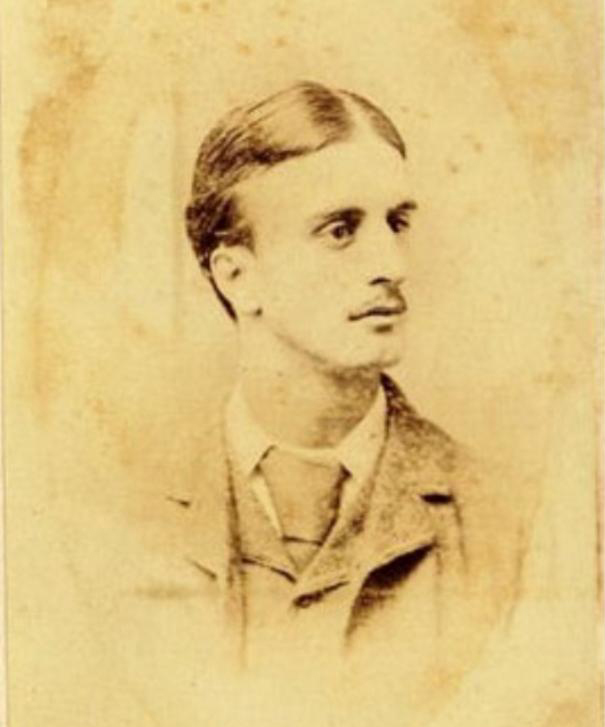
Montague Druitt
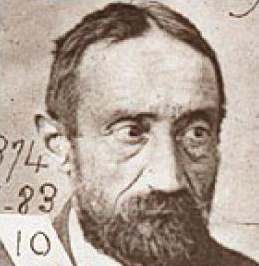
Michael Ostrog
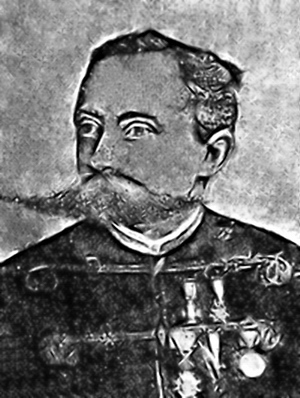
Francis Tumblety
James Maybrick
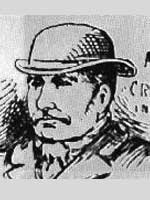
Joseph Barnett
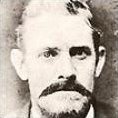
Frederick Bailey Deeming
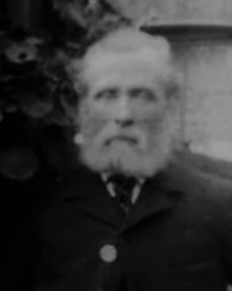
Charles Allen Lechmere

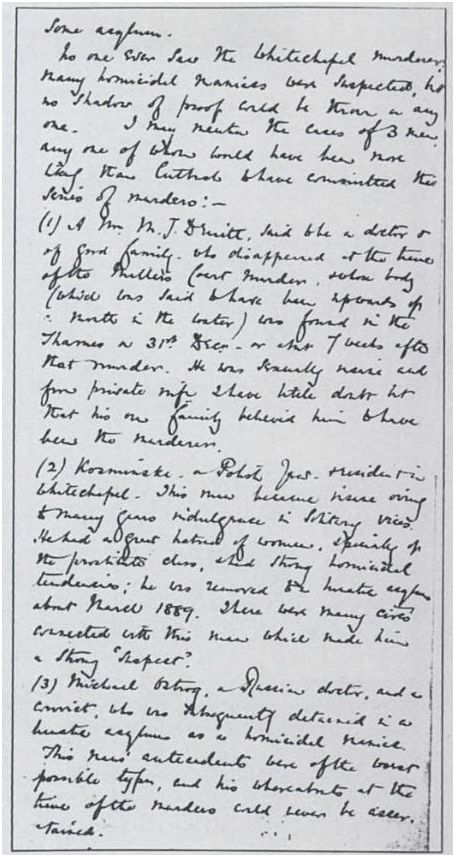
Das sogenannte Macnaghten-Memorandum vom 23. Februar 1894 in dem Melville Macnaghten Montague Druitt, Aaron Kosminski und Michael Ostrog verdächtigt.

Die Polizeiakten bezüglich der Verdächtigen sind lückenhaft, nahezu der komplette Aktenbestand dazu ist verschollen. Durch das polizeiinterne Macnaghten-Memorandum, das am 23. Februar 1894 von Melville Macnaghten verfasst wurde, sind allerdings drei Verdächtige namentlich bekannt, zudem durch einen erhaltenen Briefwechsel eines Polizeibeamten mit einem Journalisten ein weiterer. Keiner von ihnen wurde jemals aufgrund der East-End-Morde angeklagt:
Aaron Kosminski war ein polnischer Einwanderer, der in Whitechapel wohnte. Kosminski war psychisch krank und wurde schließlich in eine psychiatrische Anstalt eingewiesen; er gilt bereits seit Ende des 19. Jahrhunderts als einer der Hauptverdächtigen für die Ripper-Morde. Am 7. September 2014 veröffentlichte der Autor Russell Edwards in der britischen Tageszeitung Daily Mail das Ergebnis einer Erbgut-Analyse, die von Jari Louhelainen durchgeführt worden war. Nach dessen Interpretation habe das Erbgut, das er aus Sperma- und Blutspuren eines Halstuches gewonnen hatte, eines Halstuches, das in Zusammenhang mit dem Mord an Catherine Eddowes gebracht worden war, mit Erbgut-Proben übereingestimmt, die mütterlicherseits von direkten Nachkommen Catherine Eddowes und Aaron Kosminskis stammen. Mehrere DNA-Experten, unter ihnen der Vater des Genetischen Fingerabdrucks, Alec John Jeffreys, äußerten jedoch ernsthafte Zweifel an der Aussagekraft dieser Erbgut-Analysen. Jari Louhelainen räumte zudem selbst ein, methodische Fehler gemacht zu haben. Kritisiert wurde auch, dass die Befunde in keiner wissenschaftlichen Fachzeitschrift veröffentlicht wurden, sondern in einer Tageszeitung. Im März 2019 publizierte Jari Louhelainen seine Befunde schließlich auch in einer Fachzeitschrift und argumentierte erneut, dass die DNA-Spuren mit Kosminski in Zusammenhang gebracht werden können. In einem kommentierenden Artikel der Fachzeitschrift Science wurde allerdings von DNA-Experten sofort erneut Kritik an der Methodik der Studie formuliert. Demnach eigne sich der auf der Sequenzierung von mitochondrialer DNA beruhende Vergleich von DNA-Proben nur zum Ausschluss der Verwandtschaft von zwei Personen, nicht aber zum Nachweis von Verwandtschaft.
Montague John Druitt war ein 31-jähriger Anwalt und Lehrer. Er galt als homosexuell, womit er als Tatverdächtiger weitgehend ausgeschlossen werden kann. Im Dezember 1888 beging er Selbstmord. Sein Leichnam wurde in der Themse gefunden.
Michael Ostrog war ein russischer Arzt und früherer Sträfling. In London betätigte er sich als Dieb und Bauernfänger und trat unter einer Vielzahl von Pseudonymen auf. Es wird vermutet, dass er im Jahre 1888 55 Jahre alt war. Er wurde mehrere Male wegen versuchten Totschlags in ein psychiatrisches Krankenhaus eingewiesen.
Francis Tumblety, ein 56 Jahre alter Ire, arbeitete als Quacksalber. Während eines Aufenthalts in London wurde er im November 1888 wegen obszöner Handlungen angeklagt und inhaftiert. Nachdem er eine hohe Kaution für seine Freilassung gezahlt hatte, floh er noch im selben Monat aus England in die USA und tauchte dort unter. Hier wurde er offenbar von der englischen Polizei aufgrund der Ripper-Morde gesucht. Tumblety war zunächst nur einer von vielen Verdächtigen zum Zeitpunkt der Morde, der jedoch vom leitenden Inspektor John George Littlechild favorisiert wurde. Littlechild erwähnte seine diesbezüglichen Vermutungen in einem Brief vom 23. September 1913 an den Kriminal-Journalisten und Schriftsteller George R. Sims.
Als weiterer Verdächtiger galt der aus Polen nach Großbritannien emigrierte George Chapman alias Severin Antonowitsch Kłosowski. Chapman wurde 1903 für einen von drei von ihm begangenen Giftmorden zum Tode verurteilt und im Gefängnis von Wandsworth hingerichtet.
Seit den 1970er Jahren wird immer wieder die Hypothese aufgestellt, dass der deutschstämmige Maler Walter Sickert Jack the Ripper gewesen sei. Im Jahr 2002 veröffentlichte die bekannte US-amerikanische Krimiautorin Patricia Cornwell ein umfangreiches Buch, in dem sie nachzuweisen versuchte, dass Sickert für die Serienmorde in Whitechapel und viele andere Morde verantwortlich war. Sie begründete ihre Behauptungen unter anderem mit Vergleichen mitochondrialer DNA und Interpretationen von Sickerts Bildern und Skizzen. Die Sickert-Theorie wird jedoch von den meisten Fachleuten sowie von Scotland Yard abgelehnt.
Aufgrund eines offensichtlich gefälschten Tagebuches kam 1993 der Name eines James Maybrick aus Liverpool in die Diskussion; inzwischen sehen Experten die These, Maybrick sei der Ripper gewesen, als unhaltbar an, insbesondere aufgrund einer Analyse der chemischen Zusammensetzung der verwendeten Tinte, die sich als modern herausstellte. Anschließend gab der „Finder“ des Tagebuches unter Eid zu, es selbst verfasst zu haben. Später widerrief er diese Aussage jedoch.
Im Jahr 2006 untersuchten australische Wissenschaftler mit der sogenannten Cell-Track-ID-Methode DNA-Proben, die insbesondere den gummierten Rückseiten der bei der Polizei und den Zeitungen eingesandten Briefe entnommen wurden, und kamen u. a. zum Ergebnis, dass der Täter möglicherweise eine Frau war. Der ermittelnde Polizeibeamte Inspektor Frederick Abberline verdächtigte während der Zeit der Morde Mary Pearcey, die kurze Zeit nach den Morden Jack the Rippers in ähnlicher Weise die Frau ihres Geliebten tötete und dafür gehängt wurde. Im Jahr 2012 griff der Ripper-Forscher und frühere Anwalt John Morris wieder die Theorie auf, dass der Mörder eine Frau sei. Mary Elizabeth „Lizzie“ Ann Williams soll die Morde aus Wut über ihre eigene Unfruchtbarkeit begangen haben. Als Beleg hierfür führt Morris auf, dass keines der Opfer sexuell missbraucht wurde und in der Blutlache von Catherine Eddowes drei Knöpfe eines Damenstiefels gefunden wurden. Weiterhin hieß es in einem Zeitungsbericht, dass die persönlichen Habseligkeiten des zweiten Opfers Annie Chapman „auf typisch feminine Weise“ zu Füßen der Leiche abgelegt worden seien. Der wichtigste Hinweis sei jedoch der, dass Mary Jane Kelly von Lizzies Ehemann ein Kind erwartet haben soll. Mit deren Tod im November 1888 endete auch die Mordserie. Lizzie habe kurz darauf einen Nervenzusammenbruch erlitten. Bis zu ihrem Tod im Jahr 1912 wurde sie jedoch nie von der Polizei verhört.
Neben diesen seitens der Londoner Polizei offiziell Verdächtigten wurden durch Schriftsteller, Geschichtsforscher und Amateure eine Vielzahl weiterer Personen verdächtigt. Unter diesen waren prominente Personen wie Sir William Gull, Prinz Albert Victor, der Mathematiker und Dichter Lewis Carroll (Alice im Wunderland), der Arzt und Philanthrop Thomas John Barnardo und andere zeitgenössische Prominente. Der als Elefantenmensch stadtbekannte Joseph Carey Merrick wurde vom Volksmund ebenfalls haltlos beschuldigt. Aufgrund seiner Behinderungen konnte er als Täter aber ausgeschlossen werden, er wäre körperlich nicht zu den Taten fähig gewesen. Auch gibt es einige Verschwörungstheorien: Am populärsten ist jene, die eine Saga um ein heimliches Kind des Enkels von Königin Viktoria und um die Freimaurer webt. Der präsumtive Thronfolger, Prinz Albert Victor, ältester Sohn des späteren Königs Eduard VII. und Herzog von Clarence, ist tatsächlich einige Zeit von Scotland Yard als Täter verdächtigt worden, unter anderem, weil er als regelmäßiger Bordell-Besucher bekannt war.
Am 9. April 2016 strahlte der Sender ZDF-Info einen Dokumentarbeitrag mit dem Titel Jack the Ripper – Mythos auf dem Prüfstand aus, worin der schwedische Journalist Christer Holmgren darlegte, dass der Täter ein gewisser Charles Allen Lechmere (1849–1920) sein müsse, der sich auch Charles Allen Cross nannte. Holmgren hatte mehr als 30 Jahre lang im Ripper-Fall recherchiert. Er führte an, dass Lechmere in der Gegend der Morde wohnte und die Tatorte entweder auf seinem direkten Weg zur Arbeit in einem Schlachthof in der Broad Street oder in der Nähe des Hauses seiner Mutter lagen, die er gelegentlich besuchte; seine Tätigkeit als Fleischverkäufer habe ihm zudem als plausible Erklärung für Blutflecken an seiner Kleidung dienen können. Bei der Auffindung der Leiche von Mary Ann Nichols war Lechmere gemäß den Polizeiakten unter dem Namen Charles Cross als Erster anwesend. Nach Holmgren war er aber zuvor etwa neun Minuten mit dem Opfer allein am Tatort und habe während dieser Zeit die Tat begangen. Er sei dann von einem Passanten überrascht worden, dem er mitteilte, gerade eben die Tote entdeckt zu haben. Zur Tatzeit im Jahr 1888 war Lechmere nie als Tatverdächtiger angesehen worden.

### Briefe
Während des Verlaufs der Rippermorde erhielten Polizei und Zeitungen tausende Briefe im Zusammenhang mit diesem Fall. Einige stammten von Personen, die in guter Absicht Ratschläge zur Ergreifung des Mörders geben wollten. Der größte Teil davon wurde als nutzlos erachtet.
Wahrscheinlich interessanter waren hunderte von Bekenner-Briefen, in denen behauptet wurde, sie seien vom Mörder selbst geschrieben worden. Der weitgehend größte Teil dieser Briefe wurde als Scherz betrachtet. Viele Experten meinen, dass keiner von ihnen vom Ripper persönlich verfasst wurde. Mit Hilfe einer neuen Methode zur Bestimmung von DNS-Proben gelang australischen Wissenschaftlern der Nachweis, dass die meisten Briefe Fälschungen sind. Einige der durch die damalige oder heutige Polizei als womöglich echt betrachteten Briefe sind die folgenden drei bekannten:

#### Dear Boss
Der Brief Dear Boss (deutsch Lieber oder sehr geehrter Chef/Meister) ist auf den 25. September 1888 datiert. Er wurde am 27. September 1888 abgestempelt und ist am gleichen Tag bei der Central News Agency eingegangen. Am 29. September 1888 wurde er an Scotland Yard weitergeleitet. Im Brief, in dem der Autor sich als Mörder ausgab und mit Jack the Ripper unterschrieb, versprach er, dass er der „Dame die Ohren abschneiden“ (original clip the lady’s ears off) werde. Anfangs wurde er als Scherz betrachtet. Als jedoch Catherine Eddowes am 30. September 1888 mit einem teilweise abgeschnittenen Ohr gefunden wurde, erhielt der Brief mehr Aufmerksamkeit. Die Polizei veröffentlichte den Brief am 1. Oktober 1888 in der Hoffnung, jemand würde die Handschrift erkennen. Diese Bemühungen blieben erfolglos. Die meisten der nachfolgenden Briefe ahmten den Stil des veröffentlichten Briefes nach. Nach den Morden behaupteten Polizeibeamte, der Brief sei ein Scherz eines lokalen Journalisten gewesen. Obwohl viele seine Echtheit bezweifeln, gilt dieser Brief als der erste, in dem der Name Jack the Ripper benutzt wurde, was letztendlich dazu führte, dass der nicht identifizierte Mörder unter diesem seine weltweite Bekanntheit erlangte.

#### Saucy Jacky

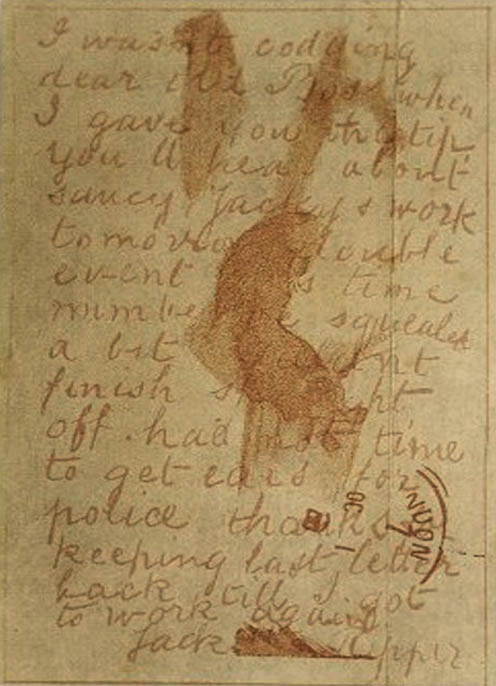
Saucy Jacky-Brief

Die Postkarte Saucy Jacky (deutsch frecher oder unverschämter Bube) wurde am 1. Oktober 1888 abgestempelt und ging am selben Tag bei der Central News Agency ein. Sie war handgeschrieben und hatte Ähnlichkeiten mit dem Dear Boss-Brief. Mit dem Satz: „double event this time“ (deutsch doppeltes Ereignis dieses Mal) bekannte sich der Autor zu dem Doppelmord von Stride und Eddowes am 30. September, wobei er dabei die Bezeichnung Doppelereignis für die Morde prägte, die bis heute in diesem Rahmen Bestand hat. Es steht die Vermutung im Raum, der Mörder habe die Postkarte vor seiner Tat abgeschickt, wobei man davon ausgeht, dass es unwahrscheinlich war, dass jemand bereits das entsprechende Wissen bezüglich der neuen Verbrechen haben konnte. Polizeibeamte behaupteten später, sie hätten einen Journalisten als Absender dieser Postkarte und des früheren Dear Boss-Briefes identifiziert, dessen Name aber nie veröffentlicht wurde. Da Scotland Yard, die Presse und andere viele Falschmeldungen erhielten, wird auch die Echtheit dieses Briefs stark angezweifelt. Allerdings enthielt er Informationen, die dringlich genug waren, um die Ermittler dazu zu bringen, ein Faksimile der Mitteilung in der Hoffnung, dass jemand die Handschrift identifizieren könnte, zu veröffentlichen.

#### From Hell

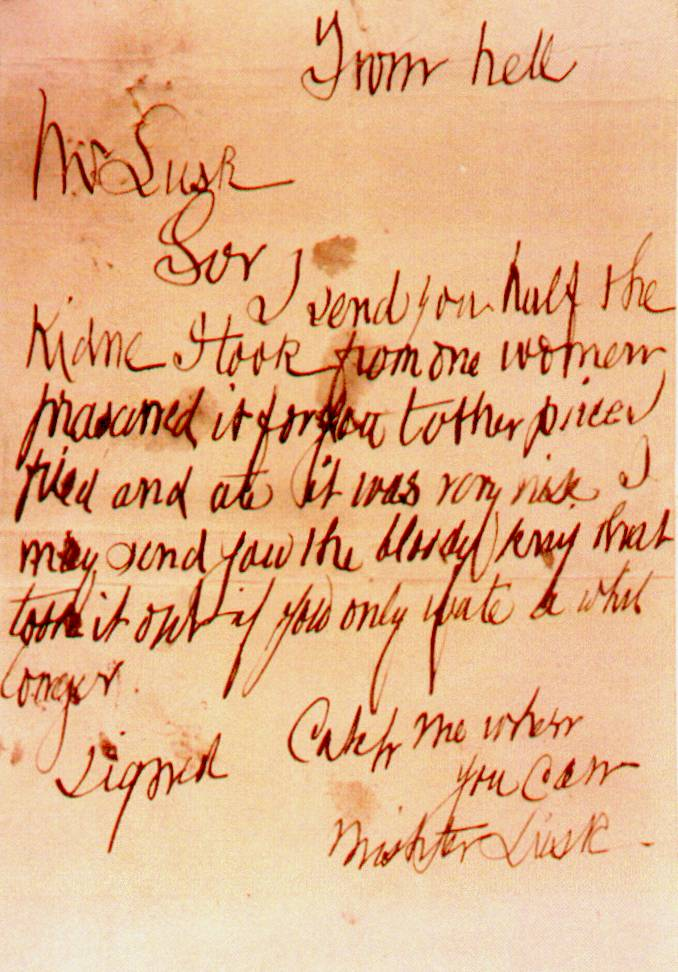
From Hell-Brief

Der Brief From Hell (deutsch aus der Hölle) auch als Lusk-Brief bekannt, wurde am 15. Oktober 1888 abgestempelt und ging bei George Lusk, dem Präsidenten des Whitechapel Vigilance Committee (deutsch Wachsamkeitsausschuss), am 16. Oktober 1888 ein. Der Brief enthielt eine Schachtel mit einer halben, in Alkohol konservierten, menschlichen Niere. In einer Untersuchung wurde festgestellt, dass die Niere von jemandem stammen musste, der an der Bright-Krankheit gelitten hatte. Der Absender behauptete, die fehlende Hälfte der Niere gebraten und gegessen zu haben. Als Reaktion auf den Brief hat die Polizei bis Ende Oktober mehr als 2000 Personen befragt, mehr als 300 Ermittlungsverfahren eingeleitet und 80 Festnahmen durchgeführt.
Die Polizei bearbeitete in diesem Zeitraum schätzungsweise mehr als 1000 Briefe, von denen From Hell einer der wenigen ist, die ernsthaft auf ihre Echtheit überprüft wurden, allerdings wird die Echtheit trotzdem angezweifelt, da unter anderem der Stil und die Handschrift von Dear Boss und Saucy Jacky abweichen.

#### Weitere
Einige Quellen nennen einen weiteren Brief, der auf den 17. September 1888 datiert war und als erste Nachricht den Namen Jack the Ripper nutzte. Experten glauben, dass es sich dabei um eine moderne Fälschung handelt, die im 20. Jahrhundert, lange nach den Morden, in die Unterlagen der Polizei eingefügt wurde. Als Gründe für eine Fälschung wurde angeführt, dass der Brief weder einen offiziellen Stempel der Polizei mit dem Eingangsdatum noch die Initialen des Ermittlers trug, der den Brief auf seine potentielle Beweiskraft hin untersucht haben musste. Zudem wurde der Brief in keinen Unterlagen der Polizei in dieser Zeit erwähnt. Darüber hinaus behaupten einige derjenigen, die den Brief gesehen haben, dass dieser mit einem Kugelschreiber geschrieben worden sei, der erst 50 Jahre nach den Ripper-Morden erfunden wurde.

## Rolle der Medien

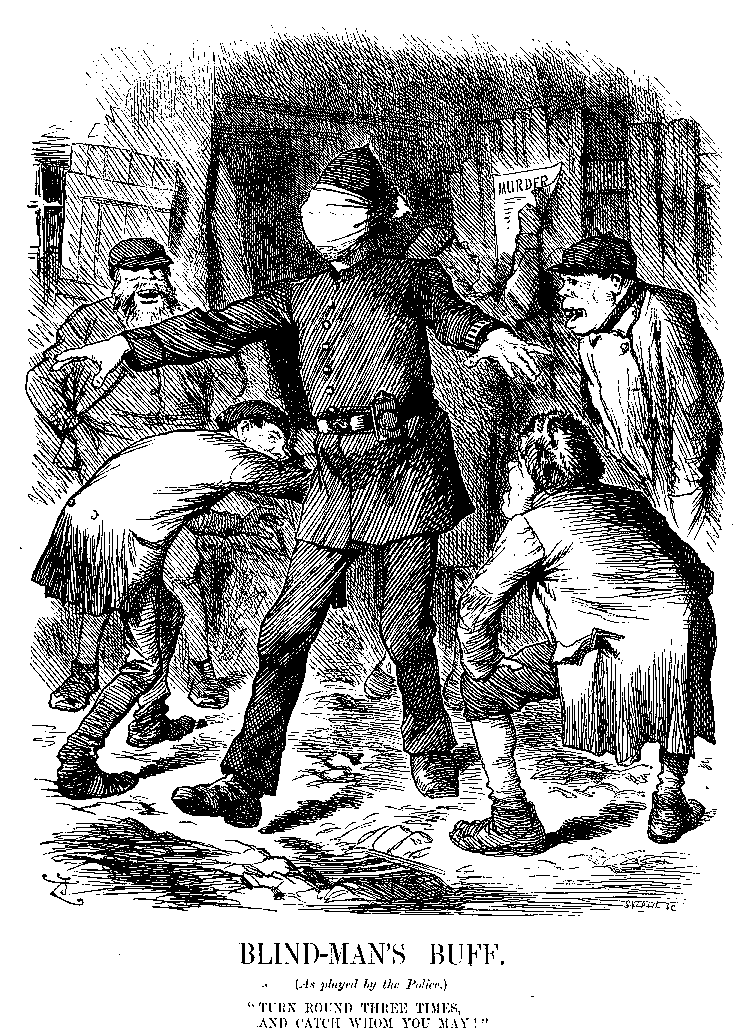
Karikatur aus dem Punch Magazine

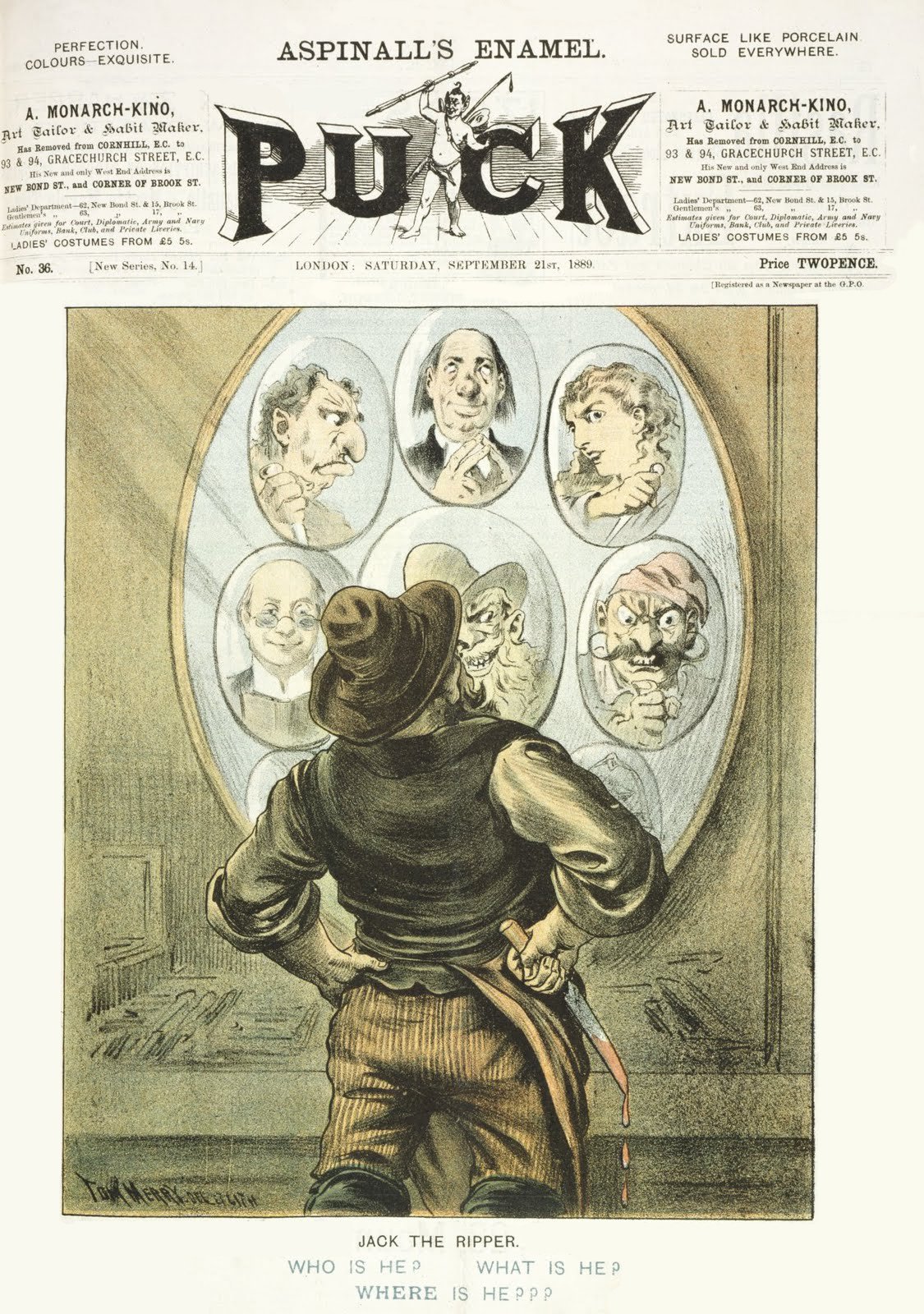
Deckblatt des Puck Magazins am 21. September 1889

Die Ripper-Morde bezeichnen einen entscheidenden Wendepunkt im modernen britischen Leben. Jack the Ripper war zwar nicht der erste Serienmörder, jedoch der erste, um dessen Tötungen die Medien einen weltweiten Medienrummel entfachten.
Gesetzesreformen im Jahre 1855 ermöglichten den Druck preisgünstiger Zeitungen in großen Auflagen. Beliebte Magazine wie die Illustrated Police News (dt. Bebilderte Polizeinachrichten) bescherten dem Ripper einen bis dahin beispiellosen Bekanntheitsgrad. Auch International wurde ausführlich über die Whitechapel-Morde berichtet.
Aufgrund der Medien und der Tatsache, dass niemand jemals für die Morde angeklagt wurde, wurde eine legendäre Jagd nach dem Täter veranstaltet. Auch in späteren Zeiten wurden Serienmörder durch die weithin bekannten Legenden des Jack the Ripper beeinflusst. Umgekehrt nahm die extreme Medialisierung des Ripper-Falles auch Einfluss auf das (vermeintliche) Wissen über den Täter und die Tat.
Einige glauben, der Spitzname des Mörders sei von Zeitungsverkäufern erfunden worden, um die Geschichte interessanter zu machen und mehr Zeitungen zu verkaufen. Dies wurde in den Medien später ein übliches Vorgehen, wie sich an den Beispielen des Boston Strangler, Green River Killer, Axeman of New Orleans, Beltway Sniper, Hillside Stranglers und des Zodiac-Killer sowie an den britischen fast 100 Jahre späteren Beispielen Yorkshire Ripper und dem unbenannten Täter der „Thames Nude Murders“ (dt. Themse-Nacktenmorde) in den 1960er Jahren veranschaulichen lässt. Den Täter der „Thames Nude Murders“ betitelte die Presse gar als Jack the Stripper.
Die Armen in Eastend von London waren lange Zeit von der wohlhabenden Gesellschaft ignoriert worden. Durch die Morde wurde jedoch die öffentliche Aufmerksamkeit auf die Lebensbedingungen der Opfer und der Unterschicht im Allgemeinen gerichtet. Aufgrund dieser erhöhten Aufmerksamkeit gelang es den Sozialreformern dieser Zeit nun, die Oberschicht zum Zuhören und Handeln zu bewegen.

## Verarbeitung in Film, Musik, Literatur und Computerspielen
Die Popularität und Mystifizierung des Falles und der ungeklärten Identität von Jack the Ripper führte in den folgenden Jahren und Jahrzehnten zu einer fiktiven Verarbeitung des Stoffes in verschiedenen Medien. Zu den ersten, eher sehr freien, filmischen Adaptionen des Ripper-Stoffes gehören beispielsweise Scotland Yard greift ein aus dem Jahr 1944. In den Filmen Sherlock Holmes’ größter Fall von 1965 und Mord an der Themse aus dem Jahr 1979 wurde der geheimnisvolle Mörder als Gegenspieler des Meisterdetektivs Sherlock Holmes herangezogen. In den Bereich des Horrorfilms einzuordnen sind Hände voller Blut der britischen Hammer-Filmproduktion von 1971, Jack the Ripper – Der Dirnenmörder von London von 1976, in dem Klaus Kinski den fiktiven Arzt Dennis Orloff spielt, der nachts als Jack the Ripper durch die Straßen wandelt, sowie Ripper – Briefe aus der Hölle von 2001.

Demgegenüber spielte Michael Caine 1988 die Rolle des Inspektor Frederick Abberline in der mit dem Golden Globe Award ausgezeichneten Miniserie Jack the Ripper – Das Ungeheuer von London, welche sich recht nahe an den zur Verfügung stehenden historischen Fakten orientiert. From Hell aus dem Jahr 2001 mit Johnny Depp als Abberline hingegen basiert auf der gleichnamigen Graphic Novel von Alan Moore.

Im DC-Universum war der unsterbliche Superschurke Vandal Savage Jack the Ripper.
Neben den filmischen Umsetzungen des Stoffes wurde auf Jack the Ripper auch in zwei Fernsehserien Bezug genommen. In Whitechapel von 2009 imitiert ein Serienmörder die Vorgehensweise von Jack the Ripper, unter anderem werden die Leichen an den bekannten Schauplätzen gefunden. In der Serie Ripper Street, die seit 2012 ausgestrahlt wird, setzt die Handlung sechs Monate nach den Morden an den sogenannten „Kanonischen Fünf“ ein, als plötzlich erneut Frauen tot aufgefunden werden. Die Morde tragen die Handschrift von Jack the Ripper. Neben diesen Serien wird Jack the Ripper auch in Einzelfolgen weiterer Serien wie zum Beispiel Raumschiff Enterprise, Babylon 5, Die Simpsons, Smallville, Vampire Diaries, Grimm oder Forever angesprochen. Auch verschiedene Dokumentationen von History Channel, der BBC und anderen Produktionsgesellschaften beschäftigen sich mit der Thematik. In der japanischen Mangaserie Black Butler spielt Jack the Ripper ebenfalls eine große Rolle, das letzte Opfer (in der Serie) wurde wie in der Realität mit Mary Kelly benannt. Auch in der Anime/Mangaserie Detektiv Conan wird Jack the Ripper von Conan Edogawa in einem 3D Computerspiel (Detektiv Conan das Phantom der Baker Street) gejagt.
Jack the Ripper ist auch auf der Theaterbühne zu finden, so gibt es mehrere Musicals, sowie einen Auftritt am Ende des Stückes Die Büchse der Pandora von Frank Wedekind und der darauf basierenden Oper Lulu von Alban Berg. Bekannte Musikgruppen wie Die Ärzte, Motörhead, Judas Priest, Iced Earth oder der Sänger Nick Cave widmeten Jack the Ripper eines ihrer Lieder, die Deathcore/Deathmetal-Band Whitechapel benannte sich nach dem Stadtteil Londons, in dem die meisten Morde verübt wurden. Auf ihrem Debütalbum The Somatic Defilement widmeten sie beinahe alle Lieder Jack the Ripper. In dem Song Ghost of Whitechapel, zu dem ein offizielles Musikvideo gedreht und der im Juli 2025 veröffentlicht wurde, befasst sich die deutsche Black-Metal-Band Mystic Circle mit dem Thema.
Außer der Graphic Novel From Hell erschienen im Bereich der Belletristik verschiedene Werke. Neben dem pseudo-dokumentarischen Buch Wer war Jack the Ripper – Portrait eines Killers von Patricia Cornwell wurde unter anderem auch in den Romanen Die Blutlinie von Cody McFadyen sowie Horus von Wolfgang Hohlbein auf Jack the Ripper eingegangen. Félix J. Palma bettete die Morde in die Handlung seines Romans Die Landkarte der Zeit aus dem Jahr 2010 ein. In Bradley Harpers Roman Doktor Doyle jagt Jack the Ripper wird Arthur Conan Doyle – der Erfinder von Sherlock Holmes – in die Jagd nach Jack the Ripper involviert. Ihm zur Seite stehen Professor Joseph Bell – Doyles Inspiration für Sherlock Holmes – und die Schriftstellerin Margaret Harkness.
Unter den Hörspielen ist unter anderem die Produktion des Südwestfunks Sherlock Holmes und die Whitechapel Morde aus dem Jahre 1996 hervorzuheben. In dem bei Lübbe-Audio erschienenen Hörspiel Jack the Ripper – Die Geschichte eines Mörders von 2001 spielt die Geschichte aus Sicht des Liverpooler Baumwollhändlers James Maybrick alias Jack the Ripper. Die Rückkehr von Jack the Ripper in die Gegenwart wird in zwei Hörspielen der Geisterjäger John Sinclair-Reihe thematisiert. Auch die Mystery-Hörspielserie Die Schwarze Sonne von Günter Merlau bindet die Morde von Jack the Ripper in einen ihrer Handlungsstränge ein. Im Hörspiel Offenbarung 23 Folge 21 wird Sir Arthur Conan Doyle selbst verdächtigt, Jack the Ripper gewesen zu sein.
Darüber hinaus wurde die Figur auch in verschiedenen Computerspielen aufgegriffen. Die Popularität des Serienmörders scheint bereits 1986 die Entwickler eines C64-Spiels für den scherzhaften Titel Jack the Nipper inspiriert zu haben, dem ein Jahr später mit Jack the Nipper II – Coconut Capers sogar eine Fortsetzung folgte. 1992 erschien das Adventure Waxworks (Amiga/PC), bei dem einer der vier Handlungsstränge im historischen London spielt und der Endkampf gegen den Serienkiller bestritten werden muss. Bei dem PC-Spiel Sherlock Holmes jagt Jack the Ripper von 2009 werden die Morde an den Kanonischen Fünf in das Sherlock-Holmes-Universum von Arthur Conan Doyle versetzt. In dem Spiel Assassin’s Creed Syndicate kann man Downloadable Content mit Jack the Ripper freischalten und ihn auch spielen.
In der Animeserie Record of Ragnarok tritt Jack the Ripper in der zweiten Staffel als Kämpfer für die Menschheit an.